# Дражинский, Юрий Исакович
Юрий Исакович (Абрамович?) Дражинский (псевдоним И. И. Ашевский) (1899, Евпатория, Таврическая губерния — 24 января 1920, Севастополь, Таврическая губерния) — активный участник революционной борьбы за установление Советской власти в Крыму в 1917—1920 годах, член Крымского подпольного комитета.

## Биография
Юрий Дражинский родился в Евпатории в еврейской семье. Три года спустя семья Дражинских (отец — портной-надомник) переселилась на постоянное жительство в Ялту. Учился в начальной земской школе (двухэтажный дом на углу современных улицы Руданского и Фонтанной площади).
После окончания школы работал подсобным рабочим в магазине мануфактуры на Набережной (теперь магазин «Каштан»). Родители решили научить мальчика портняжному делу и отдали его в большой магазин-мастерскую в торговом ряду, ниже гостиницы «Россия» (сейчас ресторан «Восток»). Но и отсюда пришлось вскоре уйти: хозяин эксплуатировал своих учеников на домашних работах, не желая обучать их ремеслу.
Во время Первой мировой войны большая семья Дражинских (мать, отец, сестра и трое братьев) оказалась в тяжёлом материальном положении. Все члены семьи живо интересовались событиями на фронтах, революционными выступлениями трудящихся в России. Юрий и его старшая сестра участвовали в Ялте в манифестациях, в подпольных собраниях трудящихся. В это же время он повышал свою общеобразовательную и политическую подготовку — занимался у студента Леонида Чаговца, который жил в том же доме, что и Юрий.
В 1917 году Юрий Дражинский, став членом Ялтинской организации большевиков, отдаётся партийно-пропагандистской работе. 
В апреле 1917 года в Ялте прошла забастовка швейников, которую возглавил большевик Ю. Дражинский (М. Ашевский). Бастующие потребовали введения 8-часового рабочего дня и повышения заработной платы.
В годы гражданской войны, скрываясь от преследования врагов, выполняет ряд поручений центральных партийных органов.
В 1919 году входил в состав Крымского обкома РКП(б).

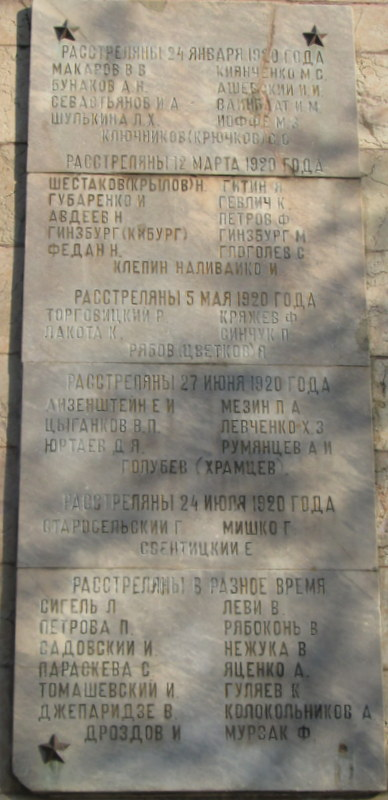
Памятная доска, установленная на памятнике 49 коммунаров. Первым блоком идут члены Севастопольского подпольного комитета РКП(б), расстрелянные 24 января 1920 года, в том числе и Ашевский (Дражинский).

## Арест и казнь
В ночь на 21 января 1920 года в Севастополе морской контрразведкой ВСЮР было арестовано 9 членов Севастопольского подпольного комитета РКП(б), готовившего на тот момент восстание в городе. Список арестованных:
- В. В. Макаров — председатель (секретарь[5]) комитета, руководитель военной секции комитета.
- А. И. Бунаков (Рытвинский) — помощник председателя комитета.
- И. А. Севастьянов — бывший поручик, руководитель разведывательной секции комитета. Отвечал за разведку и подготовку плана восстания[6].
- М. С. Киянченко — матрос, руководитель подрывной секции комитета.
- Л. Х. Шулькина — держала связь с другими организациями и с Симферополем.
- И. М. Вайнблат — заведующий подпольной типографией.
- М. 3. Иоффе — заведующий подпольной типографией.
- Ю. И. Дражинский[8] — член Симферопольского подпольного комитета РКП(б). Прислан в январе 1920 года в Севастополь для подготовки вооруженного восстания. Выступал под именем И. И. Ашевский[6][9].
- С. С. Ключников (Крючков) — рабочий севастопольского порта, агитатор. Отвечал за сбор, хранение, учёт оружия и взрывчатых веществ[6].

Комитет был захвачен в клубе строительных рабочих на Базарной улице. 
24 января после допросов и пыток расстреляны.

## Память
- Именем Дражинского в Ялте, в послевоенные времена, названа улица (прежде — Массандровская), а на доме № 19, где он жил, установлена мемориальная доска.
- Именем Дражинского названа улица в Симферополе.
- На Памятнике 49 коммунарам его имя (как И. И. Ашевского) в числе расстрелянных 24 января 1920.
- В Севастополе его имя (как И. И. Ашевского) на мемориальной доске на доме 68 по ул. Киянченко (улица названа именем владельца дома матроса М. С. Киянченко, которого арестовали вместе с Ашевским).

## Семья
- Брат — Абрам Исаакович Дражинский (1901—1984), с 1920 года работал в ялтинском Особом отделе ВЧК, в 1925 году окончил Рабфак им. А. И. Назукина по специальности «библиотекарь», в 1935—1941 годах — заведующий библиотекой Крымского медицинского института, с 1945 по 1954 — заведующий библиотекой Симферопольского автодорожного техникума[10].

### Комментарии
1. ↑  В январе 1935 года была переименована в ул. Авдеева в честь Н. П. Авдеева, участника севастопольского подполья в годы Гражданской войны.